# La Ollita
La Ollita é uma junta de governo da província de Entre Ríos, na Argentina.